# Bürgerinitiative Zukunft für Koblenz
Die BIZ – Bürgerinitiative Zukunft für Koblenz e.V. (Kurzform: BIZ Koblenz e.V.) ist ein Zusammenschluss von Einzelpersonen, die in der Stadt Koblenz (Rheinland-Pfalz) politisch aktiv sind. Die BIZ Koblenz ist ein beim Amtsgericht Koblenz eingetragener Verein, der nach dem Wahlrecht des Landes Rheinland-Pfalz erstmals im Jahre 2009 als Wählergruppe zur Kommunalwahl in Koblenz zugelassen worden ist. Vereinsvorsitzender ist Stephan Wefelscheid.

## Geschichte
Die BIZ ist 2009 als Wählergruppe aus der Bürgerinitiative Zentralplatz hervorgegangen, die 2007 bei Bekanntwerden der Pläne zur Errichtung eines großen Einkaufszentrums auf dem Koblenzer Zentralplatz durch das ECE Projektmanagement gegründet wurde. Trotz der mehr als 20.000 Unterschriften gegen das sogenannte Forum Mittelrhein beschloss der Rat der Stadt Koblenz die Weiterführung der Planung. Inzwischen ist das Einkaufszentrum fertiggestellt.
Bei der Kommunalwahl 2009 errang die BIZ auf Anhieb 10,09 % der Wählerstimmen und zog mit sechs von 56 Sitzen als drittstärkste Fraktion (gleichauf mit der Fraktion Die Grünen) in den Stadtrat der Stadt Koblenz ein. Fraktionsvorsitzender ist seit Anfang 2012 Stephan Wefelscheid. Sein Stellvertreter ist Michael Gross, der den Fraktionsvorsitz von 2009 bis Ende 2011 innehatte. Zum 31. Oktober 2011 ist ein Mitglied der CDU-Fraktion zur BIZ-Fraktion übergetreten. Damit ist die BIZ mit sieben von insgesamt 56 Sitzen nunmehr die drittstärkste Fraktion im Rat der Stadt Koblenz.
Rechtsgeschichtlich interessant ist, dass zwei Mitglieder der Fraktion der BIZ in ihrer Eigenschaft als Mitglieder einer unabhängigen Fraktion in der vorhergehenden Wahlperiode gegen einen Beschluss des Stadtrates geklagt hatten. Das Oberverwaltungsgericht Koblenz (OVG) lehnte die Klage ab, da Fraktionen mit der nächsten Wahl erlöschen und somit kein Klagerecht mehr haben (Diskontinuität).
Im November 2012 beschloss die BIZ ihr neues Grundsatzprogramm 10 Punkte für Koblenz für die Jahre 2013 bis 2015, das auch die Basis für die im Jahr 2014 stattgefundenen Kommunalwahlen darstellte.
In der Kommunalwahl 2014 erhielt die BIZ 5,4 % der Stimmen (minus 4,6 % im Vergleich zu 2009), so dass die BIZ im Stadtrat von Koblenz mit drei von 56 Sitzen (minus drei Sitze) vertreten ist. Am 2. Februar 2015 wechselte die parteilose Frau Gabriele Hofmann von der Fraktion „Die Linke“ zur BIZ-Fraktion. Damit verfügt die BIZ-Fraktion nunmehr über vier Sitze im Stadtrat.
Zum 1. Oktober 2018 hat die BIZ eine Verschmelzung mit der Landesvereinigung Freie Wähler Rheinland-Pfalz vollzogen und heißt nun Freie Wähler Koblenz, mit vier Sitzen im Stadtrat Koblenz. Sie ist damit keine Wählergruppe mehr, sondern die Ortsgliederung einer Partei.